# Elecciones presidenciales de Ucrania de 2019
Las elecciones presidenciales se llevaron a cabo en Ucrania el 31 de marzo de 2019. Como ninguno de los 39 candidatos a ocupar la presidencia de Ucrania alcanzó la mayoría absoluta, la segunda vuelta se realizó el 21 de abril, cuando el candidato Volodímir Zelenski, humorista sin ninguna experiencia política previa, obtuvo una contundente victoria con el 73.22 % de los votos, derrotando al presidente titular Petró Poroshenko.

## Sistema electoral
El presidente de Ucrania es electo cada cinco años utilizando el sistema de dos vueltas si un candidato no obtiene más de 50 % del voto en la primera ronda.
Según el Capítulo V, Artículo 103 de la Constitución de Ucrania, los candidatos tienen que ser ciudadanos ucranianos y quienes han residido en Ucrania durante diez años antes al día de elección. Por la Constitución, las elecciones presidenciales están planificadas para ser realizadas el último domingo del último mes del quinto año del plazo del presidente en el cargo.

## Candidatos

### Candidatos registrados
- Ihor Shevchenko: exministro de Ecología y Recursos Naturales.[11]
- Serhiy Kaplin: diputado de Ucrania.[12]
- Vitaliy Skotsyk.[12]
- Valentyn Nalyvaichenko: exjefe del Servicio de Seguridad y exdiputado de Ucrania.[12]
- Vitalii Kuprii: diputado de Ucrania.[13]
- Anatoli Hrytsenko: exministro de Defensa y exdiputado de Ucrania, líder del partido Posición Cívica.[13]
- Gennady Balashov: exdiputado de Ucrania, líder del partido 5.10.[14]
- Olha Bohomolets: diputada de Ucrania.[14]
- Oleksandr Shevchenko.[15]
- Roman Nasirov: jefe del Servicio Fiscal del Estado.[16]
- Yuriy Boyko: diputado de Ucrania, exministro de Combustibles y Energía.[17]
- Yulia Timoshenko: diputada de Ucrania, líder del partido Batkivshchina (Patria), exprimera ministra de Ucrania.[18]
- Oleh Lyashko: diputado de Ucrania, líder del Partido Radical.[18]
- Oleksandr Vilkul: diputado de Ucrania.[18]
- Arkadiy Kornatskiy: diputado de Ucrania.[18]
- Oleksandr Moroz: exdiputado y expresidente de Rada Suprema de Ucrania.[18]
- Illya Kyva: líder del Partido Socialista.[19]
- Ruslan Koshulynskyi: exdiputado de Ucrania, exvicepresidente de Rada Suprema y dirigente del partido Svoboda.[20]
- Oleksandr Danylyuk.[20]
- Serhiy Taruta: diputado de Ucrania, exgobernador del óblast de Donetsk.[21]
- Volodímir Zelenski: humorista.[22]
- Ihor Smeshko: exjefe del Servicio de Seguridad de Ucrania.[22]
- Inna Bohoslovska: exdiputada de Ucrania.[22]
- Mykola Haber: exdiputado de Ucrania.[23]
- Yuriy Derevyanko: diputado de Ucrania; nominado por el partido Volya.[23]
- Roman Bezsmertnyi: exvice primer ministro, exdiputado de Ucrania, exembajador de Ucrania en Bielorrusia.[24]
- Viktor Bondar: exdiputado de Ucrania, exgobernador del óblast de Dnipropetrovsk, exministro de Transportes y Comunicaciones; líder del partido Vidródzhennya (Renacimiento).[24]
- Viktor Kryvenko: diputado de Ucrania, dirigente de Movimiento Popular de Ucrania.[25]
- Ruslan Rygovanov.[25]
- Serhiy Nosenko.[25]
- Vasyl Zhuravlyov.[26]
- Andriy Novak.[26]
- Yuri Tymoshenko: diputado de Ucrania.[26]
- Petró Poroshenko: presidente de Ucrania, empresario.[27]
- Yuri Karmazin: exdiputado de Ucrania.[27]
- Yulia Lytvynenko: periodista.[27]
- Oleksandr Vashchenko.[27]
- Volodymyr Petrov.[28]
- Oleksandr Solovyev[29]

### Candidatos retirados
- Andriy Sadovyi: alcalde de Leópolis, líder del partido Samopomich.[12] Retiró su candidatura a favor de Anatoli Hrytsenko.[30]
- Serhiy Krivonos: coronel, primer vicecomandante de Fuerzas de operaciones especiales de Ucrania.[25] Retiró su candidatura a favor de Petró Poroshenko.[31]
- Evgeny Murayev: diputado de Ucrania, líder del partido Nashi (Nosotros).[13] Retiró su candidatura a favor de Oleksandr Vilkul.[31]
- Dmytro Dobrodomov: diputado de Ucrania.[18] Retiró su candidatura a favor de Anatoli Hrytsenko.[31]
- Dmytro Gnap: periodista.[29] Retiró su candidatura a favor de Anatoli Hrytsenko.[31][32]

### Candidatos rechazados
La CCA rechazó 50 solicitudes de posibles candidatos, entre ellos:
- Petró Simonenko: exdiputado de Ucrania, líder del Partido Comunista de Ucrania (partido prohibido por las autoridades).[34]
- Nadiya Savchenko: diputada de Ucrania, heroína de Ucrania.[35]

## Resultados
| Candidato                                                        | Candidato                          | Partido                                     | Primera vuelta | Primera vuelta | Segunda vuelta | Segunda vuelta |
| Candidato                                                        | Candidato                          | Partido                                     | Votos          | %              | Votos          | %              |
| ---------------------------------------------------------------- | ---------------------------------- | ------------------------------------------- | -------------- | -------------- | -------------- | -------------- |
|                                                                  | Volodímir Zelenski                 | Siervo del Pueblo                           | 5,714,034      | 30.24          | 13,541,528     | 73.22          |
|                                                                  | Petró Poroshenko                   | Solidaridad                                 | 3,014,609      | 15.95          | 4,522,320      | 24.45          |
|                                                                  | Yulia Timoshenko                   | Patria                                      | 2,532,452      | 13.40          |                |                |
|                                                                  | Yuriy Boyko                        | Plataforma de Oposición - Por la Vida       | 2,206,216      | 11.67          |                |                |
|                                                                  | Anatoli Hrytsenko                  | Posición Cívica                             | 1,306,450      | 6.91           |                |                |
|                                                                  | Ihor Smeshko                       | Independiente                               | 1,141,332      | 6.04           |                |                |
|                                                                  | Oleh Lyashko                       | Partido Radical                             | 1,036,003      | 5.48           |                |                |
|                                                                  | Oleksandr Vilkul                   | Partido de la Paz y el Desarrollo           | 784,274        | 4.15           |                |                |
|                                                                  | Ruslan Koshulynskyi                | Libertad                                    | 307,244        | 1.62           |                |                |
|                                                                  | Yuri Timoshenko                    | Independiente                               | 117,693        | 0.62           |                |                |
|                                                                  | Olexandr Shevchenko                | UKROP                                       | 109,078        | 0.57           |                |                |
|                                                                  | Valentyn Nalyvaichenko             | Movimiento Público-Político "Spravedlyvist" | 43,239         | 0.22           |                |                |
|                                                                  | Olha Bohomolets                    | Independiente                               | 33,966         | 0.17           |                |                |
|                                                                  | Hennadiy Balashov                  | 5.10                                        | 32,872         | 0.17           |                |                |
|                                                                  | Roman Bezsmertnyi                  | Independiente                               | 27,182         | 0.14           |                |                |
|                                                                  | Viktor Bondar                      | Renacimiento                                | 22,564         | 0.11           |                |                |
|                                                                  | Yulia Lytvynenko                   | Independiente                               | 20,014         | 0.10           |                |                |
|                                                                  | Yuriy Derevyanko                   | Volia                                       | 19,542         | 0.10           |                |                |
|                                                                  | Serhiy Taruta                      | Osnova                                      | 18,918         | 0.10           |                |                |
|                                                                  | Ihor Shevchenko                    | Independiente                               | 18,667         | 0.09           |                |                |
|                                                                  | Inna Bohoslovska                   | Independiente                               | 18,482         | 0.09           |                |                |
|                                                                  | Yurii Karmazin                     | Independiente                               | 15,965         | 0.08           |                |                |
|                                                                  | Volodymyr Petrov                   | Independiente                               | 15,587         | 0.08           |                |                |
|                                                                  | Vitaliy Skotsyk                    | Independiente                               | 15,118         | 0.08           |                |                |
|                                                                  | Serhiy Kaplin                      | Partido Socialdemócrata                     | 14,532         | 0.07           |                |                |
|                                                                  | Oleksandr Moroz                    | Partido Socialista de Oleksandr Moroz       | 13,139         | 0.06           |                |                |
|                                                                  | Viktor Kryvenko                    | Movimiento Popular de Ucrania               | 9,243          | 0.04           |                |                |
|                                                                  | Vasyl Zhuravlyov                   | Partido de la Estabilidad                   | 8,453          | 0.04           |                |                |
|                                                                  | Illia Kyva                         | Partido Socialista de Ucrania               | 5,869          | 0.03           |                |                |
|                                                                  | Andriy Novak                       | Partido Patriota                            | 5,587          | 0.02           |                |                |
|                                                                  | Oleksandr Vashchenko               | Independiente                               | 5,503          | 0.02           |                |                |
|                                                                  | Mykola Haber                       | Independiente                               | 5,433          | 0.02           |                |                |
|                                                                  | Oleksandr Solovyev                 | Fuerza Razonable                            | 5,331          | 0.02           |                |                |
|                                                                  | Ruslan Rygovanov                   | Independiente                               | 5,230          | 0.02           |                |                |
|                                                                  | Oleksandr Danylyuk                 | Independiente                               | 4,648          | 0.02           |                |                |
|                                                                  | Vitalii Kuprii                     | Independiente                               | 4,508          | 0.02           |                |                |
|                                                                  | Arkadiy Kornatskiy                 | Independiente                               | 4,494          | 0.02           |                |                |
|                                                                  | Serhiy Nosenko                     | Independiente                               | 3,114          | 0.01           |                |                |
|                                                                  | Roman Nasirov                      | Independiente                               | 2,579          | 0.01           |                |                |
| Votos nulos/en blanco                                            | Votos nulos/en blanco              | Votos nulos/en blanco                       | 222 947        | 1.18           | 427,161        | 2.31           |
| Total                                                            | Total                              | Total                                       | 18,893,864     | 100            | 18,491,837     | 100            |
| Votantes registrados/participación                               | Votantes registrados/participación | Votantes registrados/participación          | 30,056,127     | 62.86          |                | 62.07          |
| Fuente: Comisión Electoral Central Primera vuelta Segunda vuelta |                                    |                                             |                |                |                |                |